# Serrat de Coronell
El Serrat de Coronell és un serrat del terme municipal de Granera, a la comarca del Moianès.

El Serrat de Coronell, respecte del terme de Granera

Està situat a la zona meridional del terme de Granera, a migdia del poble de Granera, a ponent de la masia de Coronell i al nord-est de la de Trens. Connecta a l'extrem sud-est amb el Serrat del Clapers, l'extrem meridional del qual forma part de la cinglera que separa Granera de Sant Llorenç Savall, i fa d'aiguavessant entre les capçaleres dels torrents que trenquen cap al nord i les que ho fan cap al sud-oest, totes, però, dins de la conca del Ripoll i, per tant, del Besòs.
La part central del serrat acull les diverses instal·lacions agropecuàries de la masia de Coronell.